# كيفن قروب
كيفن قروب (بالألمانية: Kevin Grob)‏ هو لاعب كرة قدم ألماني في مركز الوسط، ولد في 24 يونيو 1992 في ينا في ألمانيا. لعب مع كارل زايس يينا.

## وصلات خارجية
- كيفن قروب على موقع قاعدة بيانات كرة القدم.إي يو (الإنجليزية)
- كيفن قروب على موقع بيانات كرة القدم. دي إي (الألمانية)